# Halecou Baru
Halecou Baru (Alecou Baru, deutsch „Neu-Halecou“) ist ein osttimoresischer Ort im Suco Ritabou (Verwaltungsamt Maliana, Gemeinde Bobonaro). Er liegt im Westen der Aldeia Halecou, auf einer Meereshöhe von 111 m, am Ostufer des Flusses Nunura. Östlich befindet sich das Dorf Halecou Lana (Alecou Lana, Alecou Lama, deutsch „Alt-Halecou“). Eine Straße führt nach Südosten in das Dorf Cor Luli. Westlich des Flusses liegen die Dörfer Sulilaco und Biamaraen.
In Halecou Baru stehen im Norden eine Kapelle und im Süden eine Grundschule.